# Gajówki
Gajówki (niem. Gajowken) – wieś w Polsce położona w województwie warmińsko-mazurskim, w powiecie działdowskim, w gminie Iłowo-Osada.
W latach 1975–1998 miejscowość administracyjnie należała do województwa ciechanowskiego.

## Rys historyczny
Około 1862 r. powstała osada folwarczna. Z tego właśnie okresu pochodzi znajdujący się we wsi do czasów obecnych pałac i część zabudowań gospodarczch. Majątek miał 400ha, upaństwowiono go w 1945 r.